# Rüdiger Neitzel
Rüdiger Neitzel, nemški rokometaš, * 16. marec 1963.
Leta 1984 je na poletnih olimpijskih igrah v Los Angelesu v sestavi zahodnonemške rokometne reprezentance osvojil srebrno olimpijsko medaljo.